# Amelia Villa
Amelia Villa (20 mars 1900 - 26 janvier 1942) est la première femme médecin de Bolivie.
C'est l'une des 999 femmes nommées sur le Heritage Floor de l'installation d'art The Dinner Party.